# Magnus Norman
Leif Magnus Norman (Filipstad, 30 de mayo de 1976) es un exjugador de tenis sueco que se destacó a principios de los años 2000, sobre todo en superficies lentas donde logró alcanzar la final de Roland Garros y consagrarse campeón en el Masters Series de Roma en 2000. Ese mismo año alcanzó el N.º 2 del mundo en el ranking ATP. Se retiró silenciosamente en 2004, luego de ser operado en la rodilla y la cadera. Actualmente es el entrenador del tenista suizo Stanislas Wawrinka. Fue entrenador del tenista sueco Robin Söderling  (retirado de la competición por enfermedad).

## Torneos de Grand Slam

### Finalista en Individuales (1)
| Año  | Campeonato    | Oponente en la final | Resultado en final |
| 2000 | Roland Garros | Gustavo Kuerten      | 2-6 3-6 6-2 6-7(6) |

## Títulos (12)

### Individuales (10)
| Leyenda                |
| Grand Slam (0)         |
| Tennis Masters Cup (0) |
| ATP Masters Series (1) |
| ATP Tour (11)          |

| N.º | Fecha                 | Torneo            | Superficie    | Oponente en la final | Resultado                 |
| --- | --------------------- | ----------------- | ------------- | -------------------- | ------------------------- |
| 1.  | 7 de julio de 1997    | Bastad            | Tierra batida | Juan Antonio Marín   | 7-5 6-2                   |
| 2.  | 3 de agosto de 1998   | Ámsterdam         | Tierra batida | Richard Fromberg     | 6-3 6-3 2-6 6-4           |
| 3.  | 19 de abril de 1999   | Orlando           | Tierra batida | Guillermo Cañas      | 6-0 6-3                   |
| 4.  | 19 de julio de 1999   | Stuttgart Outdoor | Tierra batida | Tommy Haas           | 6-7(6) 4-6 7-6(7) 6-0 6-3 |
| 5.  | 26 de julio de 1999   | Umag              | Tierra batida | Jeff Tarango         | 6-2 6-4                   |
| 6.  | 23 de agosto de 1999  | Long Island       | Dura          | Àlex Corretja        | 7-6(4) 4-6 6-3            |
| 7.  | 4 de octubre de 1999  | Shanghái          | Dura          | Marcelo Ríos         | 2-6 6-3 7-5               |
| 8.  | 10 de enero de 2000   | Auckland          | Dura          | Michael Chang        | 3-6 6-3 7-5               |
| 9.  | 8 de mayo de 2000     | Roma              | Tierra batida | Gustavo Kuerten      | 6-3 4-6 6-4 6-4           |
| 10. | 10 de julio de 2000   | Bastad            | Tierra batida | Andreas Vinciguerra  | 6-1 7-6(6)                |
| 11. | 21 de agosto de 2000  | Long Island       | Dura          | Thomas Enqvist       | 6-3 5-7 7-5               |
| 12. | 16 de octubre de 2000 | Shanghái          | Dura          | Sjeng Schalken       | 6-4 4-6 6-3               |

### Finalista en individuales (6)
- 1997: Ostrava (pierde ante Karol Kučera)
- 1998: Umag (pierde ante Bohdan Ulihrach)
- 2000: Roland Garros (pierde ante Gustavo Kuerten)
- 2001: Sídney (pierde ante Lleyton Hewitt)
- 2001: Scottsdale (pierde ante Francisco Clavet)
- 2002: Tokio (pierde ante Kenneth Carlsen)